# فينوس (تكساس)
فينوس (بالإنجليزية: Venus)‏ هي مدينة أمريكية تقع في ولاية تكساس.تبلغ مساحة هذه المدينة 5.9 (كم²)،ويبلغ عدد سكانها 2960 نسمة حسب إحصاء سنة 2010 م. تشير إحصاءات سنة 2000م بأن الكثافة السكانية في هذه المدينة تقدر بـ(501.7) نسمة/كم2.

## التركيبة السكانية
حدّد مكتب تعداد الولايات المتحدة بيانات التركيبة السكانية لفينوس في تعداد الولايات المتحدة. في ما يلي، التركيبة السكانية حسب تعدادي 2000 و2010.

### تعداد عام 2000
بلغ عدد سكان فينوس 910 نسمة بحسب تعداد عام 2000، وبلغ عدد الأسر 332 أسرة وعدد العائلات 246 عائلة مقيمة في البلدة. في حين سجلت الكثافة السكانية 113.5 نسمة لكل كيلومتر مربع (294.0/ميل2). وبلغ عدد الوحدات السكنية 344 وحدة بمتوسط كثافة قدره 42.9 لكل كيلومتر مربع (111.1/ميل2).
وتوزع التركيب العرقي للبلدة بنسبة 84.84% من البيض و1.54% من الأمريكيين الأفارقة و0.44% من الأمريكيين الأصليين و5.82% من الأمريكيين ذوي الأصول الآسيوية و4.51% من الأعراق الأخرى و2.86% من عرقين مختلطين أو أكثر و13.19% من الهسبانيون أو اللاتينيون من أي عرق.
بلغ عدد الأسر 332 أسرة كانت نسبة 40.7% منها لديها أطفال تحت سن الثامنة عشر تعيش معهم، وبلغت نسبة الأزواج القاطنين مع بعضهم البعض 61.1% من أصل المجموع الكلي للأسر، ونسبة 10.2% من الأسر كان لديها معيلات من الإناث دون وجود شريك، بينما كانت نسبة 2.7% من الأسر لديها معيلون من الذكور دون وجود شريكة وكانت نسبة 25.9% من غير العائلات. تألفت نسبة 23.2% من أصل جميع الأسر من عدة أفراد يعيشون في نفس المنزل ونسبة 11.4% كانت تتألف من شخص يعيش بمفرده يبلغ من العمر 65 عاماً أو أكثر. وبلغ متوسط حجم الأسرة المعيشية 2.74، أما متوسط حجم العائلات فبلغ 3.21.
بلغ العمر الوسطي للسكان 31.9 عاماً. وكانت نسبة 30% من القاطنين تحت سن الثامنة عشر، وكانت نسبة 8.5% بين الثامنة عشر والرابعة والعشرين عاماً، ونسبة 29.9% كانت واقعةً في الفئة العمرية ما بين الخامسة والعشرين والرابعة والأربعين عاماً، ونسبة 21.6% كانت ما بين الخامسة والأربعين والرابعة والستين، ونسبة 10% كانت ضمن فئة الخامسة والستين عاماً فما فوق. يوجد لكل 100 أنثى 96.1 ذكر، ويوجد لكل 100 أنثى في الثامنة عشر من عمرها فما فوق 90.1 ذكر.

### تعداد عام 2010
بلغ عدد سكان فينوس 2,960 نسمة بحسب تعداد عام 2010، وبلغ عدد الأسر 631 أسرة وعدد العائلات 505 عائلة مقيمة في البلدة. في حين سجلت الكثافة السكانية 369.1 نسمة لكل كيلومتر مربع (956.0/ميل2). وبلغ عدد الوحدات السكنية 678 وحدة بمتوسط كثافة قدره 84.5 لكل كيلومتر مربع (218.9/ميل2).
وتوزع التركيب العرقي للبلدة بنسبة 79.39% من البيض و13.21% من الأمريكيين الأفارقة و0.51% من الأمريكيين الأصليين و1.69% من الأمريكيين ذوي الأصول الآسيوية و0.07% من سكان جزر المحيط الهادئ و2.77% من الأعراق الأخرى و2.36% من عرقين مختلطين أو أكثر و24.80% من الهسبانيون أو اللاتينيون من أي عرق.
بلغ عدد الأسر 631 أسرة كانت نسبة 49.4% منها لديها أطفال تحت سن الثامنة عشر تعيش معهم، وبلغت نسبة الأزواج القاطنين مع بعضهم البعض 62.4% من أصل المجموع الكلي للأسر، ونسبة 11.6% من الأسر كان لديها معيلات من الإناث دون وجود شريك، بينما كانت نسبة 6% من الأسر لديها معيلون من الذكور دون وجود شريكة وكانت نسبة 20% من غير العائلات. تألفت نسبة 16.2% من أصل جميع الأسر من عدة أفراد يعيشون في نفس المنزل ونسبة 6.5% كانت تتألف من شخص يعيش بمفرده يبلغ من العمر 65 عاماً أو أكثر. وبلغ متوسط حجم الأسرة المعيشية 3.04، أما متوسط حجم العائلات فبلغ 3.37.
بلغ العمر الوسطي للسكان 33.8 عاماً. وكانت نسبة 20.9% من القاطنين تحت سن الثامنة عشر، وكانت نسبة 7.6% بين الثامنة عشر والرابعة والعشرين عاماً، ونسبة 42.8% كانت واقعةً في الفئة العمرية ما بين الخامسة والعشرين والرابعة والأربعين عاماً، ونسبة 23.3% كانت ما بين الخامسة والأربعين والرابعة والستين، ونسبة 5.3% كانت ضمن فئة الخامسة والستين عاماً فما فوق. وتوزع التركيب الجنسي للسكان بنسبة 66.9% ذكور و33.1% إناث.